# Main-Neckar-Brücke

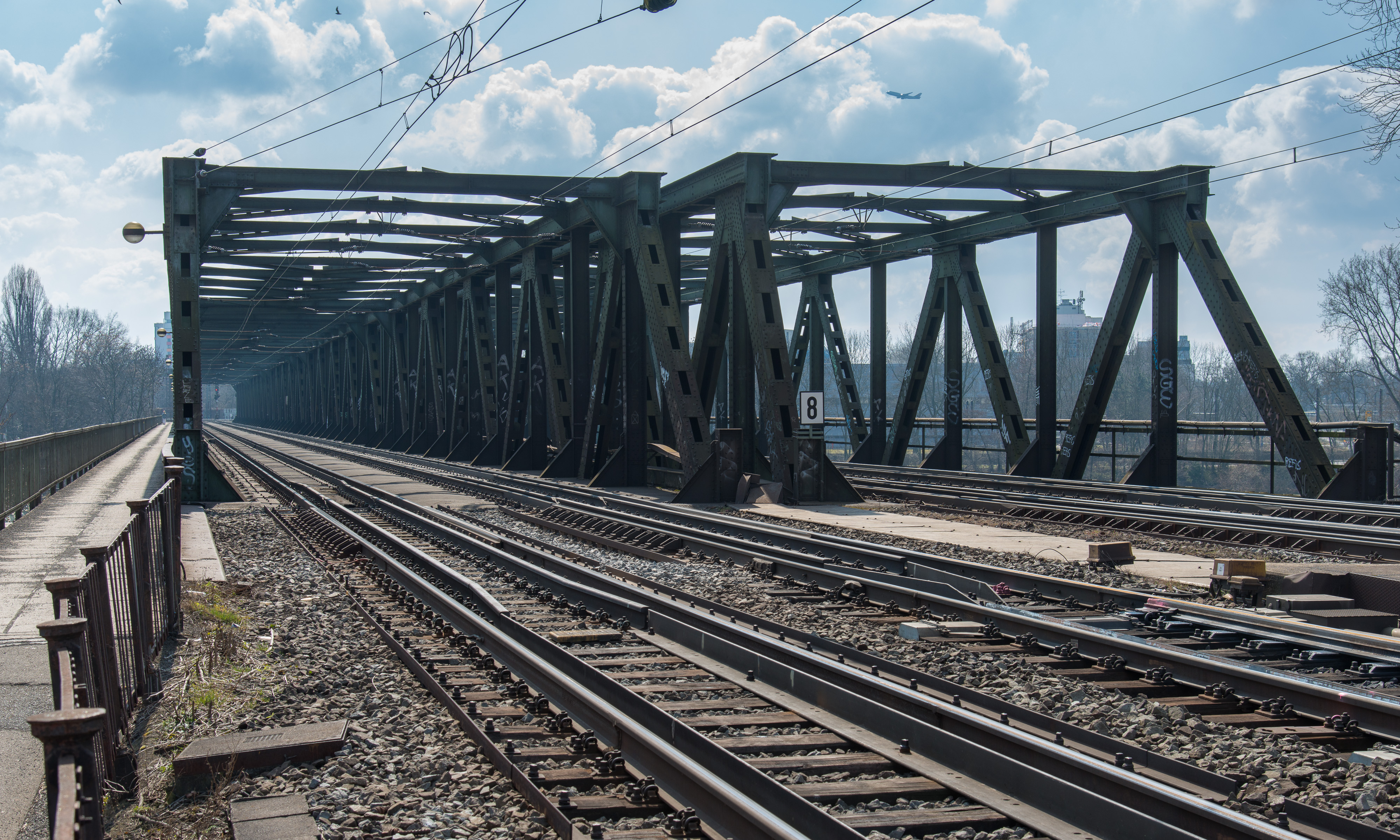
Aus Gleishöhe von Norden betrachtet

Die Main-Neckar-Brücke in Frankfurt am Main ist eine aus dem späten 19. Jahrhundert stammende, in Stahlfachwerk ausgeführte Eisenbahnbrücke. Die Brücke überspannt den Main bei Flusskilometer 32,770 zwischen dem nordmainischen Gutleutviertel und den südmainischen Stadtteilen Niederrad und Sachsenhausen. Sie hat eine Durchfahrtshöhe von 7,50 m über HSW.

## Lage
Die Main-Neckar-Brücke liegt nordmainisch direkt westlich des Westhafens und durchschneidet südmainisch das Gelände des Universitätsklinikums.
Sie verbindet den Hauptbahnhof mit dem Gleisdreieck westlich der Sachsenhäuser Heimatsiedlung sowie den Bahnhof Louisa (Richtung Darmstadt) und den Südbahnhof (Richtung Hanau).
Unmittelbar westlich neben dem südlichen Pfeiler der Main-Neckar-Brücke mündet der knapp 14 Kilometer lange, bei der Stadt Dreieich entspringende Königsbach verdolt in den Main.

## Bedeutung im Verkehrsnetz
Die Brücke trägt vier normalspurige Gleise. Über den westlichen Überbau führt die Bahnstrecke Frankfurt am Main–Heidelberg mit zwei Gleisen, über den östlichen die Bahnstrecke Frankfurt–Göttingen.
An der Ostseite der Brücke ist ein Fußgängersteg angesetzt. Der Steg der Brücke ist Teil der so genannten Fahrradroute 11 zwischen Bockenheim und Niederrad. Während an der nördlichen Seite eine Rampe existiert, befindet sich an der Südseite eine Treppenanlage mit Fahrradschiene. Die Stadt Frankfurt am Main plant dort seit den 2000ern eine Rampe, um die fahrradgerechte Mainquerung zu verbessern, deren Bau im Juli 2019 beschlossen wurde. Im Dezember 2020 wurde bekannt, dass das Land Hessen die Stadt Frankfurt am Main beim Bau einer Rampe an der Südseite finanziell unterstützt und die Arbeiten im Frühjahr 2021 beginnen sollen. Die Rampe wurde im März 2022 eröffnet und für den Radverkehr freigegeben.

## Geschichte
Die Brücke wurde, ebenso wie die weiter stromab gelegene, kleinere Alte Niederräder Brücke, im Rahmen des Eisenbahnverkehrsplanes der 1871 neu gegründeten Direktion Frankfurt der Königlich Preußischen Staatseisenbahnen im Rahmen der Anlage des neuen Hauptbahnhofs (Frankfurter Centralbahnhof) geplant. Dazu mussten alle Eisenbahnanlagen, auch die Mainübergänge, um ca. einen Kilometer nach Westen verschoben werden. Die neue Main-Neckar-Brücke ersetzte im Rahmen dieses Umbaus der Frankfurter Bahnanlagen die alte Main-Neckar-Brücke, die etwa einen Kilometer weiter stromaufwärts liegt und heute als Friedensbrücke dem Straßenverkehr dient.
Die neue Main-Neckar-Brücke entstand 1883/84 nordmainisch auf dem Gelände der Gutleuthöfe, einem mittelalterlichen Aussätzigenasyl. Sie trug daher anfangs den Namen Brücke an den Gutleuthöfen. Sie wurde für den Güterverkehr am 1. August 1885, für den Personenverkehr am 18. August 1888 in Betrieb genommen. Die neue Brücke bedeutete wegen des Fußgängersteges auch eine große Erleichterung für die Niederräder Einwohner, die nun nicht mehr auf die Fähre nach Griesheim oder auf lange Umwege zur nächsten Brücke angewiesen waren.
1927 wurden die Main-Neckar-Brücke und die Niederräder Brücke zu Stahlfachwerkbrücken umgebaut.
Im März 1945 wurde die Main-Neckar-Brücke – wie alle anderen Frankfurter Mainbrücken auch – von Wehrmachtspionieren gesprengt. Der Wiederaufbau begann im Januar 1946. Sie konnte im November 1946 wieder in Betrieb genommen werden.
1957 wurde die Brücke im Rahmen der Elektrifizierung der Eisenbahn umgerüstet. Da die Brücke nicht die sonst bei der Deutschen Bahn vorgeschriebene Durchfahrtshöhe von 5,30 Metern aufweist, sondern nur 5 Meter, können Züge die Brücke nur mit verminderter Geschwindigkeit befahren.
1978 festgestellte Auskolkungen bei der Brücke wurden durch den Einsatz eines Spezialschiffes beseitigt.